# Shutter glasses

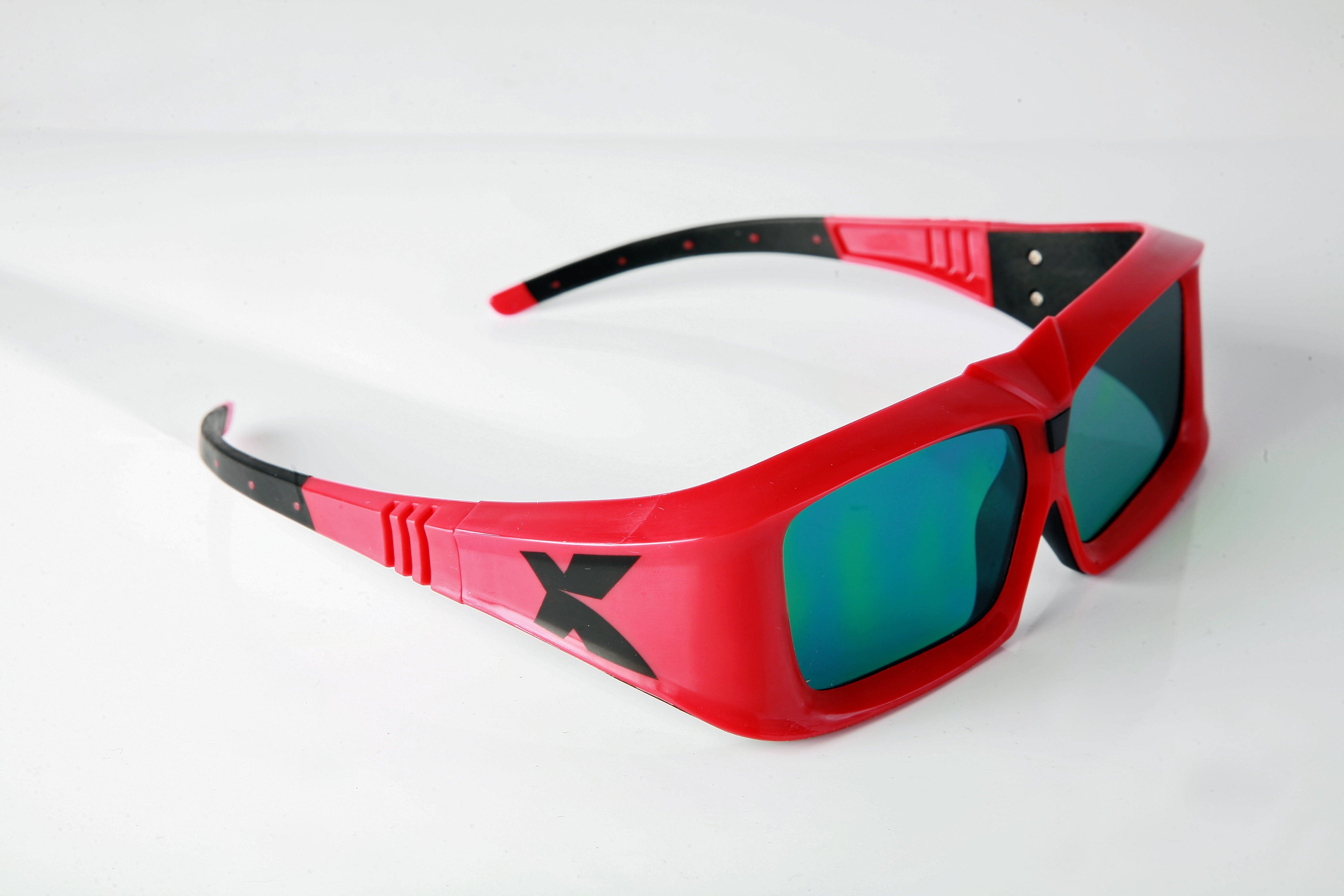

Os shutter glasses são uma espécie de óculos composto por duas lentes que são, na verdade, duas telas de LCD que "se fecham como persianas", enviando sinais remotos do emissor de um aparelho de TV para os óculos e vice-versa, ativando as telas de LCD de acordo com a imagem processada e criando, assim, imagens em 3 dimensões.